# Mario Tanassi
Mario Tanassi (Ururi, 17 marzo 1916 – Roma, 5 maggio 2007) è stato un politico italiano, esponente del Partito Socialista Democratico Italiano, di cui fu anche segretario, più volte ministro della Repubblica. Nel 1979 fu condannato dalla Corte Costituzionale per corruzione a causa dello scandalo Lockheed.

## Biografia
Nacque ad Ururi, in provincia di Campobasso, figlio di Lucia Carrozza e Vincenzo Tanassi, avvocato e protagonista di rilievo del socialismo riformista in Molise.
Negli anni del fascismo la famiglia Tanassi, proprietaria di grande latifondo, subì gravi perdite economiche, che spinsero Mario a interrompere gli studi nel 1936 (li avrebbe completati solo nel dopoguerra laureandosi in scienze politiche) e a cercare un lavoro prima a Roma e poi in Eritrea, dove trovò un impiego in un centro automobilistico.
Nel 1940, con l'ingresso dell'Italia nella guerra, Tanassi si arruolò volontario, anche se avrebbe potuto chiedere l'esenzione essendo mobilitato civile. Fu fatto prigioniero, ma riuscì a fuggire, riprendendo a lavorare.
Ad aprile 1946 tornò in Italia; sostenitore dell'autonomia socialista, nel 1947 prese parte alla scissione di palazzo Barberini, guidata da Giuseppe Saragat, e alla nascita del Partito Socialista dei Lavoratori Italiani (PSLI).

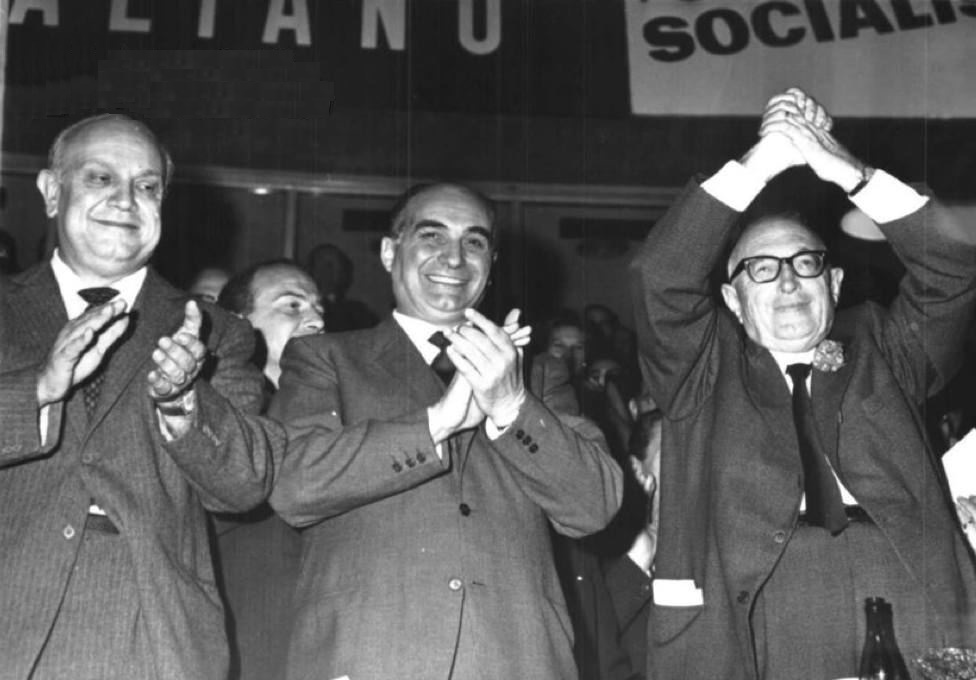
Tanassi tra Francesco De Martino e Pietro Nenni nel 1966

Alle elezioni politiche del 1948 fu candidato alla Camera dei deputati, per Unità Socialista, nella circoscrizione Campobasso-Isernia, ma non venne eletto.
Con la nascita del Partito Socialista Democratico Italiano (PSDI) nel 1951, Tanassi entrò nella direzione nazionale nel 1952 e divenne vicesegretario per la corrente di Saragat, di cui fu uno stretto collaboratore. Rimase vicesegretario fino al 1957, quando divenne segretario.
Dopo la rottura tra il PSI di Pietro Nenni e il PCI di Palmiro Togliatti a seguito della rivoluzione ungherese del 1956, Tanassi si scontrò con Matteo Matteotti, segretario dello PSDI, che sosteneva la riunificazione del partito con il PSI, avversata da Tanassi perché il PSI non aveva cessato la «politica filo-sovietica»; a causa dello scontro Matteotti si dimise da segretario e gli subentrò Tanassi per qualche mese, lasciando poi la carica a Saragat.
Tanassi venne eletto consigliere comunale a Roma alle elezioni amministrative del 1960 e del 1962, diventando anche assessore ai lavori pubblici.
Alle elezioni politiche del 1963 fu ricandidato alla Camera per lo PSDI, venendo eletto nella circoscrizione Roma-Viterbo-Latina-Frosinone come secondo classificato dietro a Saragat. Nel corso della IV legislatura, fu capogruppo del gruppo parlamentare dello PSDI alla Camera dal 1º gennaio al 17 novembre 1966.
Alla formazione del primo governo Moro di centro-sinistra "organico", Saragat venne nominato Ministro degli affari esteri e Tanassi assunse la carica di segretario del PSDI al suo posto. Con entrambi i partiti socialisti al governo, fu rilanciata la questione dell'unificazione tra PSDI e PSI. Il 30 ottobre 1966 avvenne la fusione nel Partito Socialista Unificato, di cui Tanassi fu nominato co-segretario insieme al socialista Francesco De Martino. Il partito unico durò poco e nel 1969 si riformò il PSDI.
Fu ministro dell'industria, del commercio e dell'artigianato dal 13 dicembre 1968 al 6 agosto 1969 nel primo governo Rumor.
Con la nascita del terzo governo Rumor, Tanassi passò al Ministero della difesa, incarico mantenuto nel successivo governo di Emilio Colombo.
Tra la fine del 1969 e la prima metà degli anni '70, Tanassi fu presidente e segretario del PSDI, orientandolo verso una politica moderata. Tale linea trovò sbocco, dopo le elezioni politiche del 1972 nel primo governo Andreotti, composto da PSDI, Democrazia Cristiana e Partito Liberale Italiano con appoggio esterno del Partito Repubblicano Italiano. Tanassi era vicepresidente del Consiglio e ministro della difesa.
La sua tendenza centrista e moderata lo fece progressivamente allontanare da Saragat. Nel marzo 1973, in un'intervista a Panorama, Tanassi tuttavia dichiarò esaurita la formula centrista e si disse favorevole a riprendere la formula del centro-sinistra organico. Ciò non aiutò comunque ad appianare il rapporto con Saragat.
Fu nuovamente ministro della difesa nel quarto governo Rumor (sostenuto dal quadripartito DC-PRI-PSI-PSDI) durante la sesta legislatura.
A giugno 1975 ritornò ad essere segretario del PSDI, al posto di Flavio Orlandi, venendo coinvolto poco dopo nello scandalo Lockheed, insieme a Mariano Rumor e Luigi Gui, dimettendosi dalla carica.
Nel 1979, dopo la condanna per lo scandalo Lockheed, decadde da deputato e venne sostituito da Bruno Sargentini.

## Vita privata
Il 21 febbraio 1943 sposa Enrica Pappalardo, dalla quale ha avuto tre figlie: Lucia, Silvana e Rossana.

## Condanna per corruzione
Tanassi fu accusato di aver ricevuto una somma di denaro dalla società statunitense Lockheed Corporation per favorire l'acquisto di 14 aerei da trasporto Hercules C-130 da parte dell'Aeronautica Militare italiana. Gli ufficiali dell'Aeronautica Militare che avevano valutato l'aereo lo avevano giudicato eccessivamente costoso e inadatto alla difesa. La compagnia Lockheed aveva pattuito con la Tezorefo e la Com.EI., intermediarie dei pagamenti, di versare le somme in tre rate: la prima rata al momento di una lettera di intenti del ministro Mario Tanassi, la seconda rata al momento del contratto di vendita degli aerei, la terza rata al momento della registrazione del contratto stesso.
La Lockheed aveva depositato in Italia, a favore dei destinatari di conti all'estero (Svizzera e Stati Uniti), circa 2.000.000 di dollari, dei quali 50.000 dollari al deputato Tanassi, quale compenso per un aumento del prezzo della fornitura con lui concertato nel dicembre 1970, 78.000 dollari ad alcuni membri della squadra del precedente ministro Gui, i quali, passati al Ministero del Tesoro, avrebbero dovuto correggere il contratto di vendita, mentre l'ingente ammontare residuo di più dell'85% era stato destinato ai partiti dei due ministri della difesa succedutisi al governo in quel periodo.
Rinviato a giudizio nel 1977, in quanto ministro venne giudicato dalla Corte costituzionale in composizione integrata, che nel 1979 lo riconobbe colpevole di corruzione da parte della società Lockheed, noto come "scandalo Lockheed", per atti contrari ai doveri d'ufficio e lo condannò a due anni e quattro mesi di reclusione.
Tanassi scontò quattro mesi di carcere. Fu il primo ex-ministro ad andare in prigione.
La decadenza dal seggio parlamentare, pure comminatagli direttamente dalla sentenza di condanna, fu ratificata da un voto della Camera dei deputati tredici giorni dopo la pronuncia della Corte costituzionale.